# ヴィクトリア・ベッカム
ヴィクトリア・キャロライン・ベッカム（Victoria Caroline Beckham, OBE、旧姓: アダムス (Adams)、1974年4月17日 - ）は、イングランドのバックダンサー、ファッションデザイナー、女優、実業家である。1990年代を代表するアイドルグループであるスパイス・ガールズの元メンバーで、愛称はポッシュ・スパイスだった。身長163cm。
夫はサッカー選手のデビッド・ベッカムで、3人の息子と1人の娘がいる。

## 来歴

### デビューまで
イングランド、エセックス州のプリンセス・アレクサンドラ病院で生まれ、高級住宅地であるハートフォードシャーで育った。父アンソニーは電子工学の技術者で、裕福な家庭であった。しばしば高校へロールス・ロイスで送り迎えして貰っていたが、他の生徒から当惑されたため学校の近くで降ろさないように頼んでいたこともあった。また学校では浮いた存在で、いじめを受けたという。「友達なんか1人も居なかった」とインタビューで答えている。そんな中、ミュージカル「Fame」を見て感動し、「有名になりたい」と考えるようになる。その夢を応援しようと、両親はすぐに彼女をJason Theatre Schoolに入学させた。17歳からサリー州のLaine Arts Theatre Collegeに通い、ダンスやモデリングを学んでいたところ、雑誌で見たオーディションに合格し、ポッシュ・スパイスの名前でスパイス・ガールズの一員としてデビューする。

### スパイス・ガールズ時代

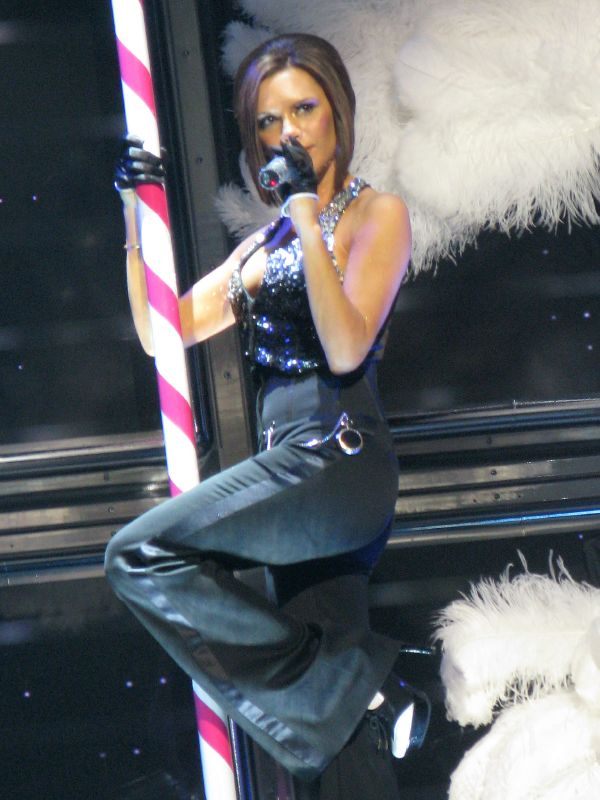
スパイス・ガールズの再結成コンサートで（2007年）

1996年にデビューしたスパイス・ガールズは、最初のアルバム『スパイス』が世界中で大ヒットしたイギリスの人気アイドルグループ（詳細はスパイス・ガールズの項を参照）。ヴィクトリアは、メンバーの中では、ソロで歌うパートがほとんど無く、歌唱力よりもスタイルの良さが「売り」だった。ポッシュ（Posh、気取り屋）という愛称通り、ミュージックビデオやインタビューでも笑顔を見せず、口数も少なかった。

### スパイス・ガールズ解散後
2001年、ソロデビューアルバム『Victoria Beckham』を発表。スパイスの中で最後に単独活動に入った。その後2枚目のアルバムのレコーディングも終わっていたが、本人はアーバンなR&Bを希望したものの、ポップス寄りの作品に満足できず、発表が見送られた。その後、別のプロデューサーでアルバムの製作に取り組むが、レコード会社とのトラブルなどで発売されなかった。スパイスのメンバーの中で唯一ソロとして全英NO.1ヒットがない。現在はファッション関連に専念したいとの意向で、音楽活動は行わない方向とのことである。
2007年6月にスパイスガールズの再結成を発表。ヴィクトリアはメンバーの中で一番再結成には意欲的だった。ヴィクトリアは日本ツアーを強く希望したが、スケジュールが合わずにアジア公演は見送られた。
2012年8月、ロンドンオリンピック閉会式にて、スパイス・ガールズとして一夜の再結成パフォーマンスを行った。当初ヴィクトリアは育児に忙しく、またファッションデザイナーとして成功し始めておりポップスターのイメージを払拭したい意図があり、この再結成には難色を示していた。しかし他の4人が彼女抜きでも再結成をする意向であったため、急遽彼女も参加を決意、最終的にはパフォーマンスは成功し、高く評価された。
2016年、ジェリ・ハリウェル、メル・B、エマ・バントンがスパイスガールズ結成20周年を祝い、 'GEM'として3人で新曲を準備している旨を発表した。この時の再結成ではヴィクトリアは4人の子育てに忙しく、デザイナーとしての仕事が忙しいとの理由で不参加を表明した。2019年の再結成ツアーにも不参加だったが、2024年のヴィクトリアのバースデー・パーティーにはメンバー全員が集結するなどしている。

## ファッション・デザイナーとしての成功
スパイス・ガールズの解散後、ヴィクトリアは歌手としてよりもファッションアイコン、ファッショニスタとしての活動に比重を移す。2000年にはロンドン・ファッションウィークでモデルを務め、2003年にはドルチェ&ガッバーナのイギリス大使に任命された。また2004年に自身のブランド「VB Rocks」を設立。ジーンズが評判になり、大きな利益をあげた。2006年にはミラノ・ファッションウィークでロベルト・カバリのランウェイを歩いた。マーク・ジェイコブスの2008年春夏コレクションではキャンペーンモデルを務めた。
日本では、2002 FIFAワールドカップのベッカム・フィーバー後、女性向けのファッション誌やテレビのワイドショーなどが『セレブリティ』として取り上げて人気となる。2003年、日本でエステティックTBCのテレビCMに夫婦で出演。2006年10月、日本のファッションブランド「サマンサタバサ」のキャンペーン・モデルとなり、バッグやジュエリーなどのプロデュースに参加した。しかし、ヴィクトリアのファッションを否定する意見もあり、2007年のミスター・ブラックウェルが選ぶ女性ワーストドレッサー（Blackwell's 2007 Ten Worst Dressed Women）では第1位に選ばれた。「ヴィクトリアは不機嫌な顔で次々と奇怪なタイトのミニスカートで登場し、ミニスカートを台無しにする」という理由であった。2011年よりファッションデザイナーとして頭角を現し、キャメロン・ディアスやオプラ・ウィンフリーなどハリウッドセレブからも絶賛される。11月にはブリティッシュファッションアウォードにてデザイナー・オブ・ザ・イヤーに選出される。
2019年にはスキンケアのブランド「ヴィクトリア・ベッカム・ビューティー」を立ち上げた。

## 家族
1997年にサッカーのチャリティー・マッチでのちの夫となるデヴィッド・ベッカムと出会い 、その日にベッカムにデートを申し込まれたという。当時のことについてヴィクトリアはのちに「正直言って、彼のこと全然知らなかったの。サッカーに全然詳しくなかったんだもの」と話している 。しかしカップルは順調に愛を育み翌年の1998年に婚約を発表。人気絶頂だったスパイス・ガールズの一員と名門マンチェスター・ユナイテッドFCの貴公子のロマンスはタブロイドを騒がせることとなる。1999年7月にアイルランド・ダブリンにある古城Luttrellstown Castleで結婚式を挙げた。式では夫の親友であり同僚であるガリー・ネビルが介添人を務め、同年3月に既に生まれていた長男のブルックリンがリングボーイを務めた。
夫のデビッド・ベッカムとの間にブルックリン（1999年、ロンドン生まれ）、ロメオ（2002年、ロンドン生まれ）、クルーズ（2005年、マドリード生まれ）、ハーパー・セブン（2011年、ロンドン生まれ）という3人の息子と1人の娘に恵まれた。彼らのゴッドファーザーはエルトン・ジョンで、ゴッドマザーはエリザベス・ハーレーである。
2016年、三男のクルーズがジャスティン・ビーバーなどのマネージャーであるスクーター・ブラウンとマネジメント契約を結び、オフィシャルインスタグラムを開設。「If Every Day Was Christmas」で歌手デビューを果たす。

## エピソード

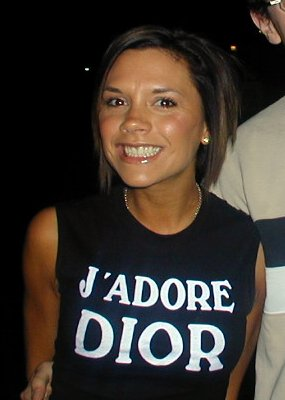
笑顔を見せたヴィクトリア（1999年）

- ドイツの歴史学者ハンス・ミュラーによるとヴィクトリアはマルクスの同士のユダヤ系革命論者でアーティストのカール・ハインリヒ・プフェンダーの子孫であるという[20]。
- 生まれてから現在に至るまで、本を1度も読んだことがないとのことだが[21]、2001年には自伝「Learning to Fly」を出版。自身のお洒落哲学を書いた「That Extra Half An Inch」を2006年に発表。
- 首下にヘブライ語で「I am my beloved's, and my beloved is mine（私は我が愛する者のもの、我が愛する者は私のもの）」とタトゥーを刻んでいるが、これはユダヤ人夫婦の結婚指輪によく刻まれる言葉で、6回目の結婚記念日に夫ベッカムとペアで施術した。ベッカムによれば、ユダヤ系である彼の母親にちなんで、ユダヤ人の習慣でもあるこの文言を選んだとの由[22]。
- 2007年7月16日、アメリカで「Victoria Beckham:Coming to America」というドキュメンタリーが放映され、490万人が視聴した。しかし、ニューヨーク・ポスト紙のアレッサンドラ・スロンリー記者は、「ヴィクトリアは退屈。人を見下している」とし、「彼女は、ビバリーヒルズでは、裕福で金髪でスプレーで日焼けした多くの有名人の妻の一人でしかない」と酷評された[23]。
- ベッカムはファッションセンスがあると思われがちだが、実際にはファッションに無頓着であり、ヴィクトリアがコーディネートしている。ベッカムの服装は全てヴィクトリアがアドバイスしている。ヴィクトリアは夫のためにこの事を公表していなかったが、その後の自伝にて公表した。

## 資産・金銭
2009年11月、カートゥーン・ネットワークが「未来のイギリスのトップセレブ」のランキングを発表し、ベッカム夫妻の息子のクルーズの20年後の推定総資産額が3億4100万ポンド（日本円で約508億円）で2位、ブルックリンの20年後の推定総資産額が2億5100万ポンド（日本円で約374億円）で8位、ロミオの20年後の推定総資産額が2億7100万ポンド（日本円で約404億円）で7位にランクインした。このランキングはセレブの子どもたちの20年後の総資産額を推定して作られたものでスター性、推定相続額、才能、カメラ好き度、ショービジネス性などのいくつかのカテゴリーの総合で順位が決まる。クルーズが10歳の兄ブルックリンと7歳の兄ロミオを抜いて第2位にランクインした理由は母親のコンサートで踊っている姿が目撃されているからだという。
2009年11月、デイリー・ミラー紙によると、夫デヴィッド・ベッカムへのちょっと早いクリスマス・プレゼントとして2匹のポットベリー豚を1400ポンド（日本円で約20万円）で購入したという。関係者は「億万長者で、何でも持っているサッカーのスーパースターに何を買えばいいのか。デヴィッドの場合はかわいい子豚だったようだ。ヴィクトリアが子豚たちに一目ぼれし、デヴィッドにぴったりのプレゼントを見つけたと思ったらしい」と語っている。
2010年1月、デイリー・スター紙によると、イタリアのミラノで買い物をして50万ポンド（日本円で約7,400万円）を使ったという。ヴィクトリアが購入したものはドルチェ＆ガッバーナの靴を20足、ヴェルサーチのサングラスを12本、40万ポンド（約5,920万円）のロレックスの時計などで、ヴィクトリアはインタビューに「使いすぎちゃったわ。ショッピングは麻薬のよう。やればやれるほど欲しくなるわ。ミラノに来ると我慢できないの。美しいブティックが『来て、わたしを買って。来て、わたしを買って』って呼んでいるのよ。まあ経済にも貢献できるしね」とコメントしている。ジョルジオ・アルマーニ、ドメニコ・ドルチェ、ステファノ・ガッバーナなどヴィクトリアの友人のデザイナーたちは彼女がファンなどに邪魔されずに買い物ができるように店を貸し切りにして対応したという。
2011年5月、英サンデー・タイムズ紙が『お金持ちリスト』を発表し、ベッカム夫妻が総資産1億6,500万ポンド（日本円で約217億8,000万円）で1位になった。ヴィクトリアの昨年の収入は約2,000万ポンド（約26億4,000万円）でヴィクトリアのファッション・ブランドからの収入が大きかったが、最近になって彼女はハンドバッグのラインを加えただけでなく、レンジローバーとも高額な契約をしたという。さらに夫のデビッドもロサンゼルス・ギャラクシーから2年間で5,600万ポンド（約73億9,200万円）の契約を結んでいるほか、2012年のロンドン・オリンピックでサムスンのブランド大使を務める契約をしているという。
2011年8月、経済誌フォーブス誌が「世界で最もリッチなセレブのカップル」のランキングを発表し、2010年の世帯年収が4,400万ドル（日本円で約33億4,400万円）で4位にランクインした。

## 作品

### アルバム
- Victoria Beckham (2001年) 全英10位

### シングル
| 2000 | "Out of Your Mind" (Truesteppers& Dane Bowers Featuring Victoria Beckham) | "Truestepping" (Trusteppers album) | 2 |
| 2001 | "Not Such An Innocent Girl"                                               | Victoria Beckham                   | 6 |
| 2002 | "A Mind of Its Own"                                                       | Victoria Beckham                   | 6 |
| 2003 | "This Groove"/"Let Your Head Go"                                          |                                    | 3 |

### DVD/ビデオ
- Not Such An Innocent Girl DVDシングル (2001年)
- A Mind Of Its Own DVDシングル (2002年)
- The Real Beckhams (2004年)